# 斯皮里特角
斯皮里特角（英語：Cape Spirit），是南極洲的海岬，位於羅斯群島的布萊克島東端，由新西蘭的探險隊命名，該海岬現時由南極條約體系管理。